# Stereodon leptorhynchus
Stereodon leptorhynchus là một loài Rêu trong họ Hypnaceae. Loài này được Brid. mô tả khoa học đầu tiên năm 1827.